# 마라 마리니

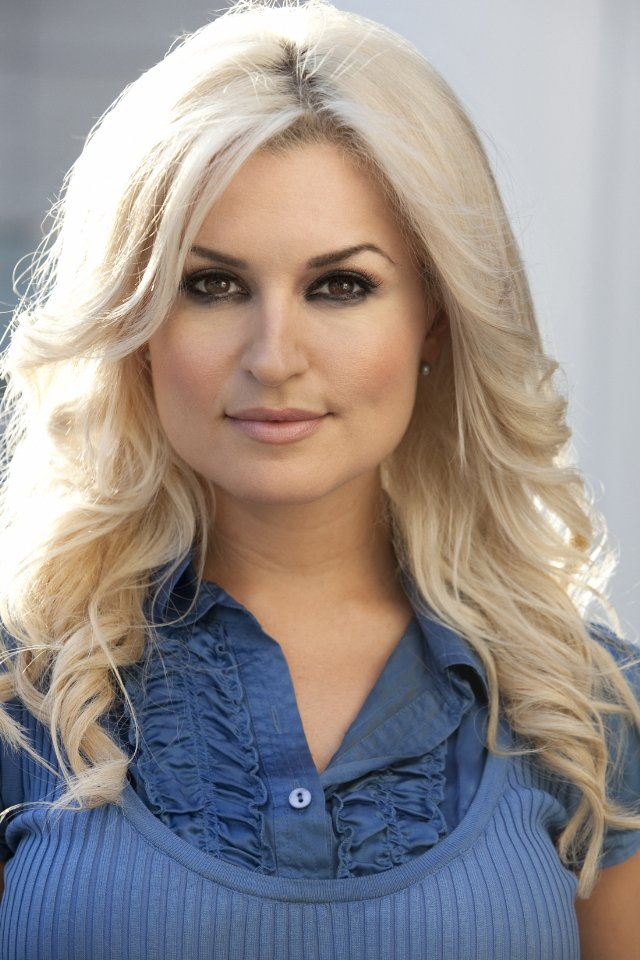

마라 머리니(Mara Marini, 영어 발음: /ˈmɑːrə məˈrini/)는 캐나다의 배우이다.
위니펙에서 태어났다.

## 출연 작품

### 영화
- 기동순찰대 (2017)

### 텔레비전
- 팍스 앤 레크리에이션 (2011-15)